# Chiesa di San Dionigi (Premana)
La chiesa di San Dionigi è la parrocchiale di Premana, in provincia di Lecco e arcidiocesi di Milano; fa parte del decanato di Primaluna.

## Storia
L'edificio compare già nel Liber Notitiae Sanctorum Mediolani, scritto da Goffredo da Bussero nel XIV secolo, come chiesa appartenente alla Pieve di Valsassina. Nel 1368 fu distaccata dalla suddetta pieve e trasformata in rettoria, trasformata successivamente in parrocchia, con tre oratori alle proprie dipendenze, come risulta dagli atti della visita pastorale di Carlo Borromeo del 1566.
Oggi nella struttura della chiesa si possono notare i rinnovamenti che si sono susseguiti nel corso dei secoli. Fu ricostruita nel XVI secolo poco prima della visita pastorale del Borromeo, ampliata nel 1843, decorata all'inizio del XX secolo e restaurata in tempi più recenti.
L'attuale campanile risale al 1867.

## Architettura e decorazioni pittoriche
All'interno, sulla parete sinistra si può ammirare il polittico di San Rocco, databile alla metà del XVI secolo e suddiviso in due ordini, originariamente concepiti come opere separate che, destinate agli altari minori rispettivamente dedicati a san Rocco e alla Madonna. Nell'ordine inferiore, datato 1567, sono raffigurati San Rocco tra San Sebastiano e San Bernardo, mentre in quello superiore la Vergine col Bambino tra Sant'Ambrogio e Sant'Agostino. L'unificazione dei due ordini in un'unica opera avvenne attorno al 1700, periodo al quale risalgono gran parte delle decorazioni lignee della struttura. Nella predella si trovano gli Apostoli, mentre nella cimasa sono dipinti l'Annunciazione, la Crocifissione e il Padre Eterno.
Accanto a questo polittico si trova, a sinistra del presbiterio, in una cappella ristrutturata nel 1978, l'altare che conserva il corpo di Sant'Ilario, che qui giunse come donazione del cardinale Gaspare Carpineo al nobile veneto Nicola Venier, che a sua volta nel 1676 lo donò ai fratelli Francesco e don Giacomo Gianola di Premana. Questo fu inizialmente posto nella cappella del Rosario, a destra del presbiterio, per poi essere spostato in una cappella presso l'organo e, successivamente, in via definitiva nella posizione attuale nel 1863. Fu 
Ai lati del presbiterio si trovano altre due cappelle, di Sant'Antonio, a sinistra, e di San Carlo, a destra. Nella prima si trovano tre tele raffiguranti alcuni episodi della vita di Sant'Antonio, mentre nella seconda altre tre tele realizzate nel 1917.
La parete destra della chiesa accoglie, opposte al polittico di San Rocco, due tele della scuola di Luigi Reali risalenti alla metà del XVII secolo: San Dionigi assiste a un concilio e Costanzo condanna San Dionigi. Altre quattro tele della stessa scuola sono conservate nella casa parrocchiale e raffigurano Santa Lucia, San Pietro, San Paolo e San Giovanni.
Accanto alle tele con San Dionigi, è posizionato un affresco staccato del XVI secolo che raffigura la Vergine tra San Dionigi e San Nicola da Tolentino.